# 海雀科
海雀科（学名：Alcidae）是鸟纲鸻形目中的一个科。
它们的外表类似企鹅目，但这是趋同进化的结果，其实更接近于鸥类。和企鹅一样，海雀会游泳并潜水。但是，除已灭绝的大海雀之外，所有的海雀都会飞。